# Biesingen
Biesingen is een stadsdeel van de Duitse gemeente Blieskastel, deelstaat Saarland. Het ligt enkele kilometers ten westen van het stadscentrum van Blieskastel en telde in 2011 1096 inwoners. Tot 1974 was Biesingen een zelfstandige gemeente.
In de omgeving van Biesingen zijn sporen van bewoning gevonden uit het neolithicum. Echter, de huidige nederzetting is opgebouwd vanaf de Frankische tijd in de 5e a 6e eeuw. In een regest uit 1206 van het klooster van Wörschweiler is tot heden de oudste vermelding van de plaats bekend, onder de naam Bunsingen.

## Galerij

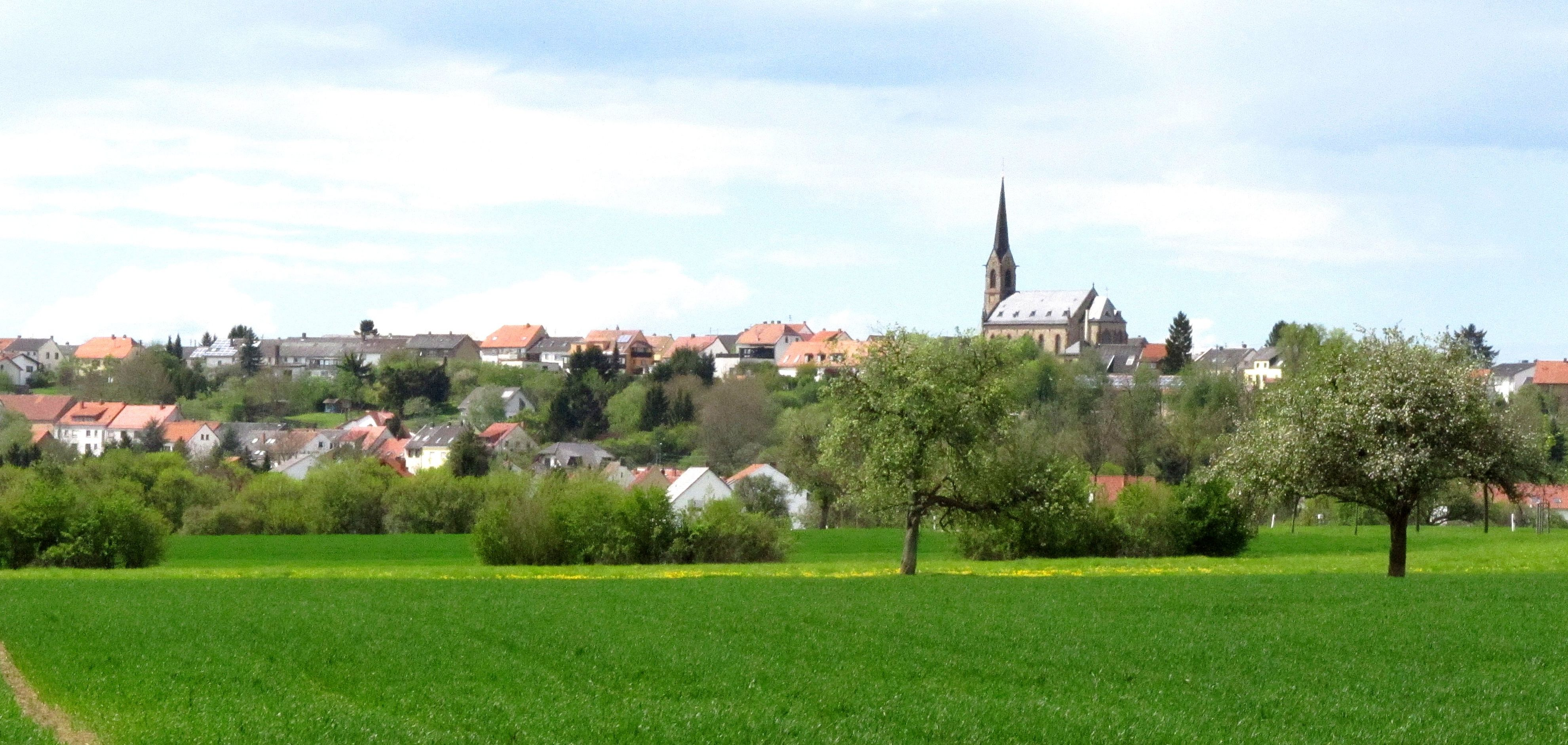
Uitzicht op Biesingen
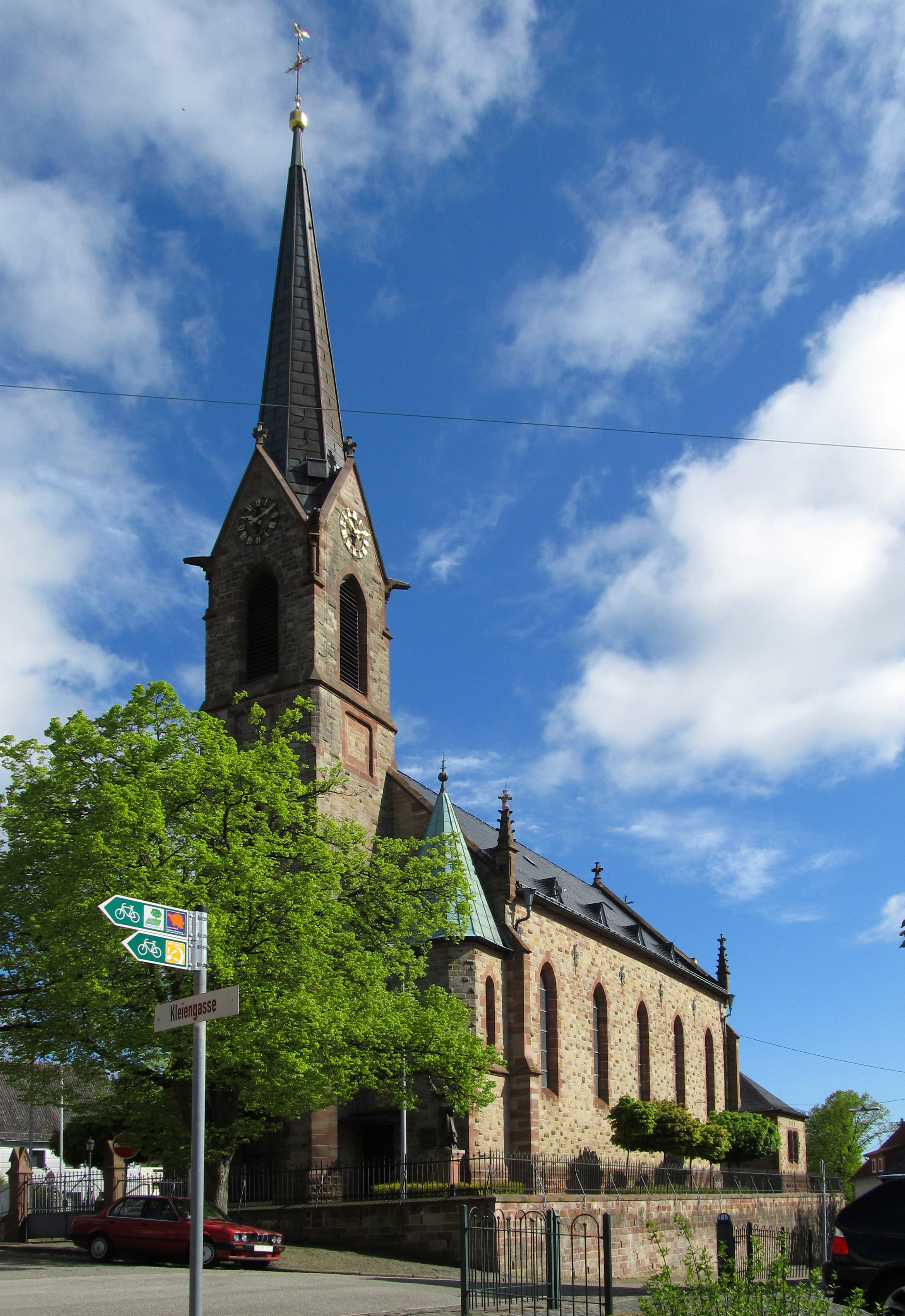
Kerk van Biesingen